# Sinfonía n.º 69 (Haydn)

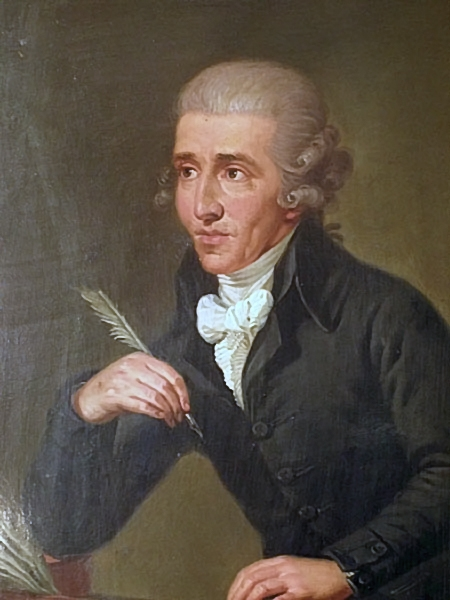
Haydn hacia 1770.

La Sinfonía n.º 69 en do mayor, Hob. I:69, también conocida como Laudon, fue compuesta por Joseph Haydn en algún momento entre 1775 y 1776.

## Historia
La producción sinfónica del maestro austríaco puede dividirse a grandes rasgos en tres bloques temporales: el primer bloque (1757-1761) se corresponde con su periodo al servicio del conde Carl von Morzin (n.º 1 - n.º 5); el segundo bloque en la corte Esterházy (1761-1790 pero con la última sinfonía para el público de Esterházy en 1781); y el tercer bloque (1782-1795) comprende las Sinfonías de París (n.º 82 - n.º 87) y las Sinfonías de Londres (n.º 93 - n.º 104). El 1 de mayo de 1761 el compositor firmó su contrato como vice-kapellmeister (más tarde kapellmeister) de la familia Esterházy, que nominalmente duró 48 años, hasta su muerte.
La composición de esta pieza se desarrolló en algún momento entre 1774 y 1779. En aquel momento trataba de satisfacer el conservadurismo de su mecenas, el príncipe Esterházy, que solía apoyarle. Pero quizá el espectro de la fragilidad de sus medios de subsistencia indujo a Haydn a buscar un mercado para sus obras musicales como red de seguridad.

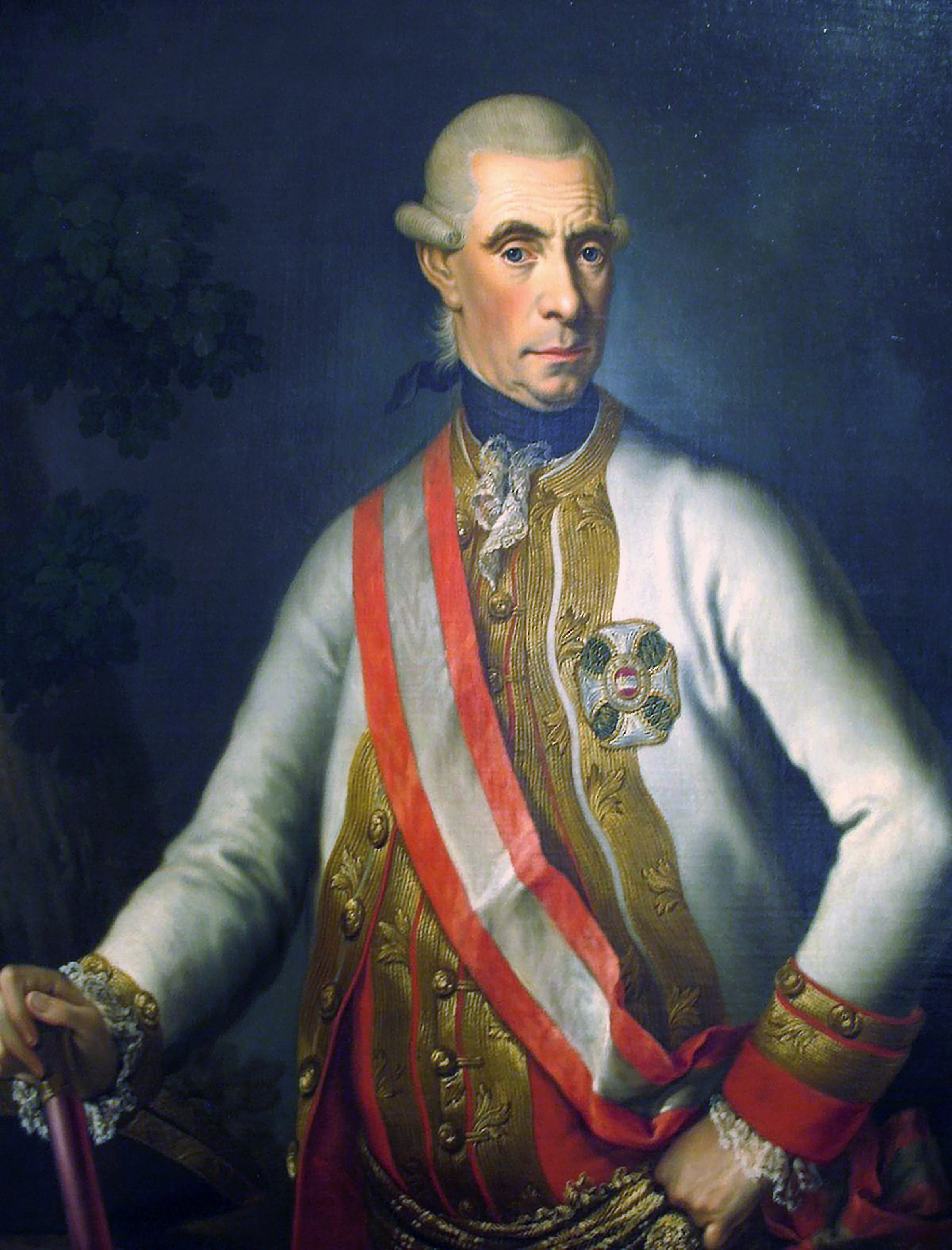
Ernesto Gedeón von Laudon, de quien recibe la sinfonía su sobrenombre.

El sobrenombre procede de la grafía austríaca del Feldmarschall o mariscal de campo Gideon Freiherr von Loudon, que fue un héroe de guerra austríaco en la campaña otomana. El uso de este nombre fue más un movimiento financiero que patriótico por parte de Haydn, que capitalizó la popularidad del héroe. La estrategia comercial de la editorial vienesa de Haydn Artaria consistió en publicar un arreglo para piano elaborado por Haydn a mediados de la década de 1770 con vistas a su venta doméstica. Haydn estuvo de acuerdo en hacer este arreglo para teclado, pero en principio insistió en omitir el Finale dado que era inapropiado para una interpretación en el teclado. Sin embargo, apoyó la estrategia de Artaria, escribiendo a su editor el 8 de abril de 1783 que el título "wird zu Beförderung des Verkaufs mehrs als zehen Finale beytragen" (generará más ingresos que más de diez Finales). Aunque el Finale estaba plagado de errores de imprenta, el compositor se encogió de hombros afirmando que el héroe lograría vender la obra sin el Finale.
El punto de vista de H. C. Robbins Landon sobre que el título "es idea de Haydn [...] para honrar al famoso Feldmarschall austríaco que conquistó a los turcos e hizo de Europa un lugar seguro para la monarquía austríaca" es inexacta. De hecho, el título surgió por pura motivación económica y no refleja ningún tema militar en la concepción original del compositor. En su lugar, las similitudes entre el inicio festivo con la Sinfonía n.º 48 del compositor sugieren que Artaria tomara su idea de ahí.

## Instrumentación
La partitura está escrita para una orquesta formada por:
- Viento madera: 2 oboes y 2 fagotes.
- Viento metal: 2 trompas (en do basso) y 2 trompetas.
- Percusión: timbales.
- Cuerda: una sección de cuerdas con 2 violines, viola, violonchelo y contrabajo.

En cuanto a la participación del clavecín como bajo continuo en las sinfonías de Haydn existen diversas opiniones entre los estudiosos: James Webster se sitúa en contra; Hartmut Haenchen a favor; Jamie James en su artículo para The New York Times presenta diferentes posiciones por parte de Roy Goodman, Christopher Hogwood, H. C. Robbins Landon y James Webster. A partir de 2019 la mayor parte de las orquestas con instrumentos modernos no utiliza el clavecín como continuo. No obstante, existen grabaciones con clavecín en el bajo continuo realizadas por: Trevor Pinnock (Sturm und Drang Symphonies, Archiv, 1989-1990); Nikolaus Harnoncourt (n.º 6–8, Das Alte Werk, 1990); Sigiswald Kuijken (incluidas las Sinfonías de París y Londres; Virgin, 1988-1995); Roy Goodman (Ej. n.º 1-25, 70-78, 82-87; Hyperion, 2002).

## Estructura y análisis
La sinfonía consta de cuatro movimientos:
- I. Vivace, en do mayor 2
2
- II. Un poco adagio piu tosto andante, en fa mayor 3
4
- III. Menuet – Trio, en do mayor 3
4
- IV. Finale. Presto, en do mayor 2
4

La interpretación de esta obra dura aproximadamente entre 20 y 25 minutos. Representa un alejamiento estilístico del periodo Sturm und Drang del compositor, más intenso, y fue escrita al mismo tiempo que numerosas óperas bufas. A pesar de su tono ligero, la sinfonía está "finamente elaborada, y es tan interesante y original como las anteriores, aunque varía mucho en su carácter". Por lo general no está considerada entre las mejores de Haydn, pero se puede obtener algo parecido a una sensación de nobleza si el director adopta un tempo holgado. Más que ninguna otra de este volumen, esta sinfonía personifica el carácter "fácil de escuchar" del arte de Haydn en esta época. La obra está siempre en modo mayor, es accesible al instante y de textura ligera; se mueve dentro de estilos y convenciones familiares e incluye pocos momentos de intensidad expresiva; las grandes secciones, los grupos temáticos, las transiciones, etc., son cristalinos.

### I.Vivace
El primer movimiento, Vivace, está escrito en la tonalidad de do mayor, en compás alla breve y sigue la forma sonata. Se abre con el primer tema, La apertura se asemeja a la de la más conocida Sinfonía n.º 48 "María Teresa" escrita en la misma tonalidad. Pero su aquí transcurso es más fácil de seguir; incluso el desarrollo no evoca tonalidades remotas y ni siquiera insinúa complejidad contrapuntística. El efecto no es tan estimulante como el de la n.º 48, ya que las fanfarrias reducen la obra más a una sinfonía de batalla que a una genuina obra del género.

### II.Un poco adagio piu tosto andante
El segundo movimiento, Un poco adagio piu tosto andante, está en fa mayor y en compás de 3/4. El movimiento lento, aunque también es sencillo, resulta decididamente excéntrico. Alivia el precedente con algunos giros armónicos y dinámicos de sutil atractivo. Su tema triádico ascendente en notas repetidas se disuelve de inmediato en serpenteantes semicorcheas que, a pesar de todo, se muestran incapaces de abandonar la tónica. Sólo cuando el bajo toma el relevo se produce una tosca modulación a la dominante; el segundo tema al menos incluye una inflexión al modo menor y un atractivo tema de martilleo en hemiolia. El desarrollo es anodino, y sólo el "abogado de la defensa" de Tovey podría hacer que la jocosa retransición pareciera algo más que rutinaria.

### III.Menuet– Trio
El tercer movimiento, Menuet – Trio, está en do mayor y en compás de 3/4. El minueto es arrogante, lo cual no es exactamente propio de un movimiento de danza. Carece del encanto cortesano o de la alegría bucólica que uno espera de Haydn en este terreno. Se trata de "un minueto realmente nuevo"; por ejemplo, la sorprendente inversión de acento de la figura del tresillo en medio.

### IV.Finale. Presto
El cuarto y último movimiento, Finale. Presto, retoma la tonalidad inicial y el compás es 2/4. El Finale, en forma de sonata-rondó, es mercurial y cautivador, con un excelente contrapunto en las cuerdas. Parece más comprometido y es sin duda más atractivo. El contorno de la melodía es distinto de lo esperado; el segundo tema en la dominante chispea con trémolos, inesperados acordes remotos, enérgicos ritmos sincopados y mucho más. El episodio central, en modo menor, exhibe auténtico fuego, aunque la transición, sobre un típico motivo rítmico sobre misteriosas armonías que cambian con lentitud, dura más de lo que desearíamos. Una extensión imitativa en forma de coda preludia la conclusión, en la que el "entretenimiento" vuelve a tener la última palabra.